# Kanangra-Boyd-Nationalpark
Der Kanangra-Boyd-Nationalpark (englisch Kanangra-Boyd National Park) ist ein 686 km² großer Nationalpark in New South Wales, Australien, etwa 130 km westlich von Sydney. Er befindet sich im Gebiet der Blue Mountains das im Jahr 2000 zum Weltnaturerbe erklärt wurde und schließt dort unmittelbar östlich an den gleichnamigen Blue-Mountains-Nationalpark an.
Den Nationalpark erreicht man über den Great Western Highway, von dem man in der Nähe von Lithgow in südliche Richtung zu den bekannten Höhlen von Jenolan Caves abzweigt. Von dort führt eine 5 km lange Schotterpiste in den Park, die jedoch auch von Fahrzeugen ohne Allradantrieb befahren werden kann. Die nächstgelegene Stadt Oberon befindet sich etwa 30 km westlich des Parks.

## Landschaft
Wie das gesamte Gebiet der Blue Mountains besteht auch der Kanangra-Boyd-Nationalpark aus einem Hochplateau aus weichen Sandstein, in den sich im Laufe der Zeit die Flüsse tief eingegraben haben. So entstanden vor allem entlang der Abbruchkante des Boyd Plateaus die typischen, von Bächen und Flüssen durchzogenen Schluchten und Canyons, senkrechte Felswände und -türme. Am bekanntesten sind die Kanangra Wall, die Kanangra Falls, 180 m tief hinabstürzenden Wasserfälle, und der Mount Cloudmaker.
Im Nationalpark gibt es mehrere ausgewiesene Wanderwege, darunter den Lookout Walk, der einfachste und ebenso für Rollstühle geeignet. Er führt zu zwei Aussichtspunkten. Vom ersten überblickt man die Kanangra Schlucht mit dem dahintergelegenen Mount Cloudmaker, vom zweiten hat man eine gute Sicht auf den oberen Teil der Kanangra Falls. Von hier zweigt auch der Waterfall Walk ab. Er führt hinunter in die Schlucht, bis zu einem tiefen Becken, wo die Wasserfälle enden. Der Plateau Walk schließlich, führt auf dem Hochplateau durch die offenen Wald- und Heidelandschaft der Kanangra Tops.

## Tierwelt
Zur heimischen Fauna zählen neben Kurzschnabeligeln, Schnabeltieren, Riesenbeutelmardern, Nacktnasenwombats und Dingos fünf Känguruarten, darunter das seltene Bürstenschwanz-Felskänguru. Am häufigsten werden Rotnackenwallabys und Sumpfwallabys beobachtet. Das Östliche Graue Riesenkänguru ist seltener und vor allem im Bereich des Boyd-Plaetaus zu finden. Einzelne Nachweise liegen auch für das Bergkänguru vor. Daneben sind zahlreiche invasive Tierarten, wie Kaninchen, Rotfüchse, Katzen, Ziegen, Schweine und Damhirsche im Nationalpark verbreitet, die zum Teil einen negativen Einfluss auf das Ökosystem haben.

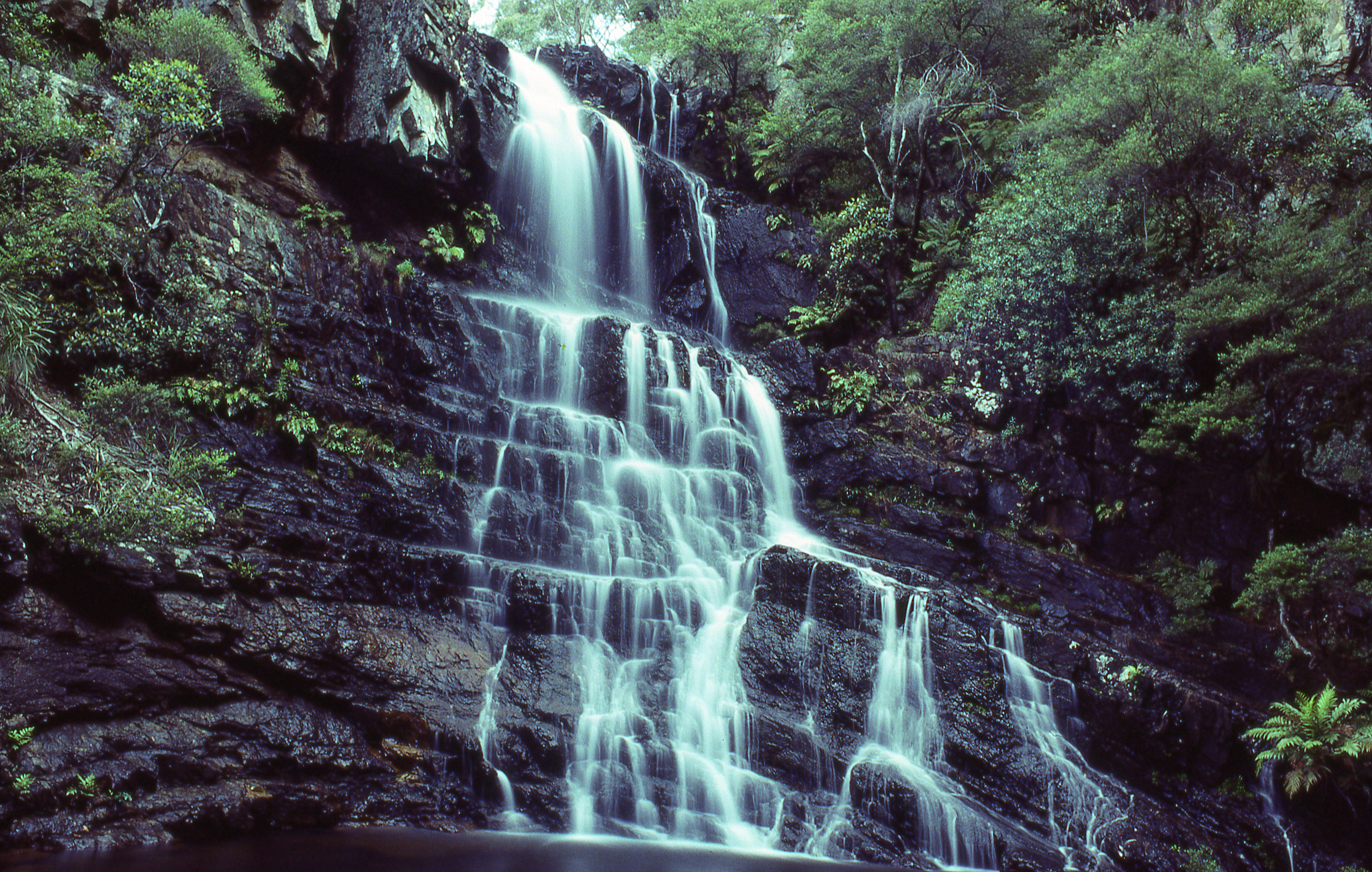
Kalang Falls
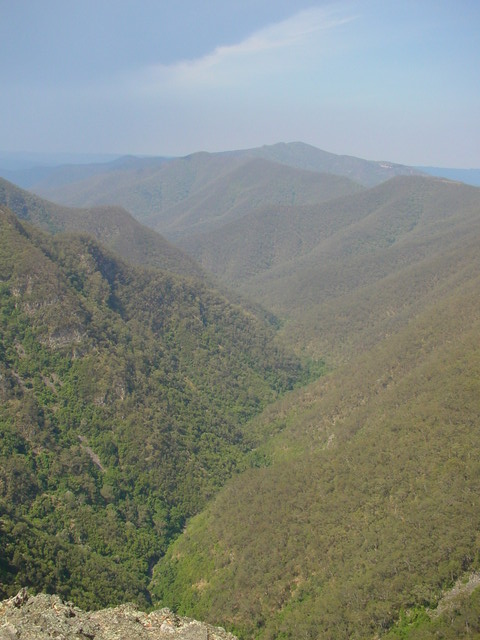
Kanangra Grand Gorge
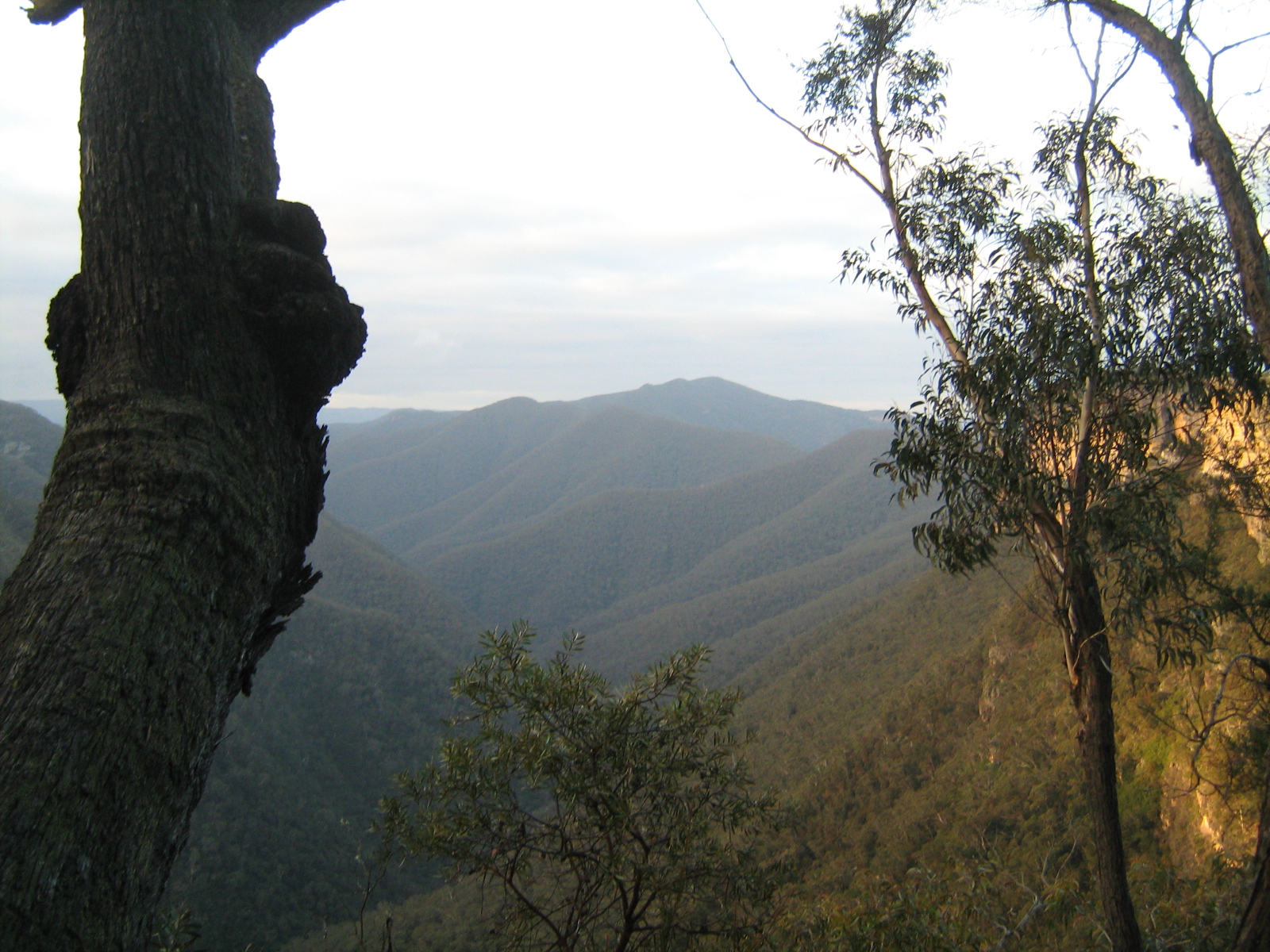
Mount Cloudmaker